# ساکسیویل (کامیونیتی)، ویسکانسین
ساکسیویل (به انگلیسی: Saxeville) یک منطقهٔ مسکونی در ایالات متحده آمریکا است که در شهرستان واشرا، ویسکانسین واقع شده‌است. ساکسیویل ۲۵۷٫۸۶ متر بالاتر از سطح دریا واقع شده‌است.